# Miles Long
Miles Long (nacido el 4 de noviembre de 1968) es un realizador, productor de películas pornográficas y actor porno estadounidense.

## Carrera
Long comenzó a trabajar como operador de cámara y director de fotografía para Michael Ninn. Trabajó para la TV convencional en 2007, como director de fotografía de la serie de televisión Untold Stripclub Confessions. En 2011 registró su nombre artístico y litigó con éxito contra una empresa que usó ese nombre para comercializar un producto sin su permiso.

## Premios y nominaciones
- 2007 Nominado AVN – Mejor director[6]
- 2011 Ganador del Premio AVN - AVN salón de la Fama[7]
- 2011 Nominado Urban X – Director del Año[8]
- 2011 Nominado Urban – Mejor Director Gonzo[8]
- 2011 Nominado XBIZ – Director del Año[9]
- 2012 Nominado AVN – Mejor director[10]
- 2012 Ganador Urban X – Urban X salón de la Fama[11]
- 2012 Nominado XBIZ – Director del Año[12]
- 2012 Nominado XBIZ – Director del Año - Proyecto Individual - The Cougar Club 3[12]
- 2012 Ganador XRCO – XRCO salón de la Fama[13]
- 2013 Nominado XBIZ – Director del Año - Office Politics[14]
- 2014 Nominado XBIZ – Director del Año - Angelic Asses[15]
- 2015 Nominado AVN – Mejor director - Web[16]
- 2016 Nominado XRCO – Mejor director - Web[17]